# Olufunke Oshonaike
Olufunke Oshonaike (née le 28 octobre 1975 à Lagos) est une pongiste nigériane.

## Carrière
Olufunke Oshonaike est médaillée d'or en simple dames et en double mixte aux Championnats d'Afrique de tennis de table 2002.
Elle remporte aux Jeux africains de 2007 la médaille d'or par équipes et la médaille de bronze en simple dames et en double dames.
Aux Jeux africains de 2011, elle obtient quatre médailles d'argent (en simple, en double dames, en double mixte et par équipes). Lors des Jeux africains de 2015, elle est double médaillée d'argent (par équipes et en double mixte) et double médaillée de bronze (en simple et en double dames).
Elle participe à sept éditions des Jeux olympiques, de 1996 à 2020 ; elle est le porte-drapeau du Nigeria lors de la cérémonie d'ouverture des Jeux olympiques d'été de 2016.
Elle est médaillée d'argent en double dames et par équipe aux  Jeux africains de 2019.
Aux Championnats d'Afrique de tennis de table 2021 à Yaoundé, elle est médaillée de bronze en double dames avec Fatimo Bello.